# North Las Vegas (Nevada)
North Las Vegas est une ville située dans l'agglomération de Las Vegas dans le comté de Clark, dans l'État du Nevada, aux États-Unis. Sa population était de 262 527 habitants en 2020.
North Las Vegas est connue pour être le siège de la Nellis Air Force Base. Elle a aussi un aéroport municipal et commercial, le North Las Vegas Airport.

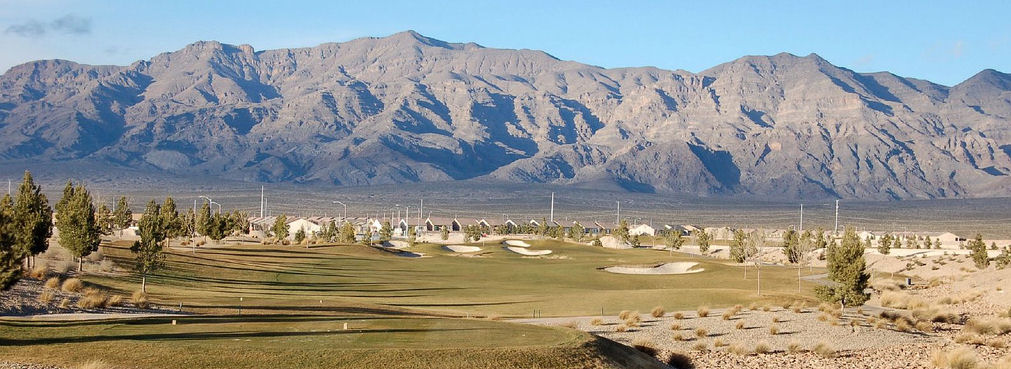
North Las Vegas et la chaîne de montagnes environnante de Las Vegas

## Géographie
North Las Vegas est située aux coordonnées 36° 13′ 43″ N, 115° 08′ 48″ O.
Selon le Bureau de recensement des États-Unis, la ville de North Las Vegas a une superficie totale de 203,3 km2.